# Francesco Antonio Zaccaria

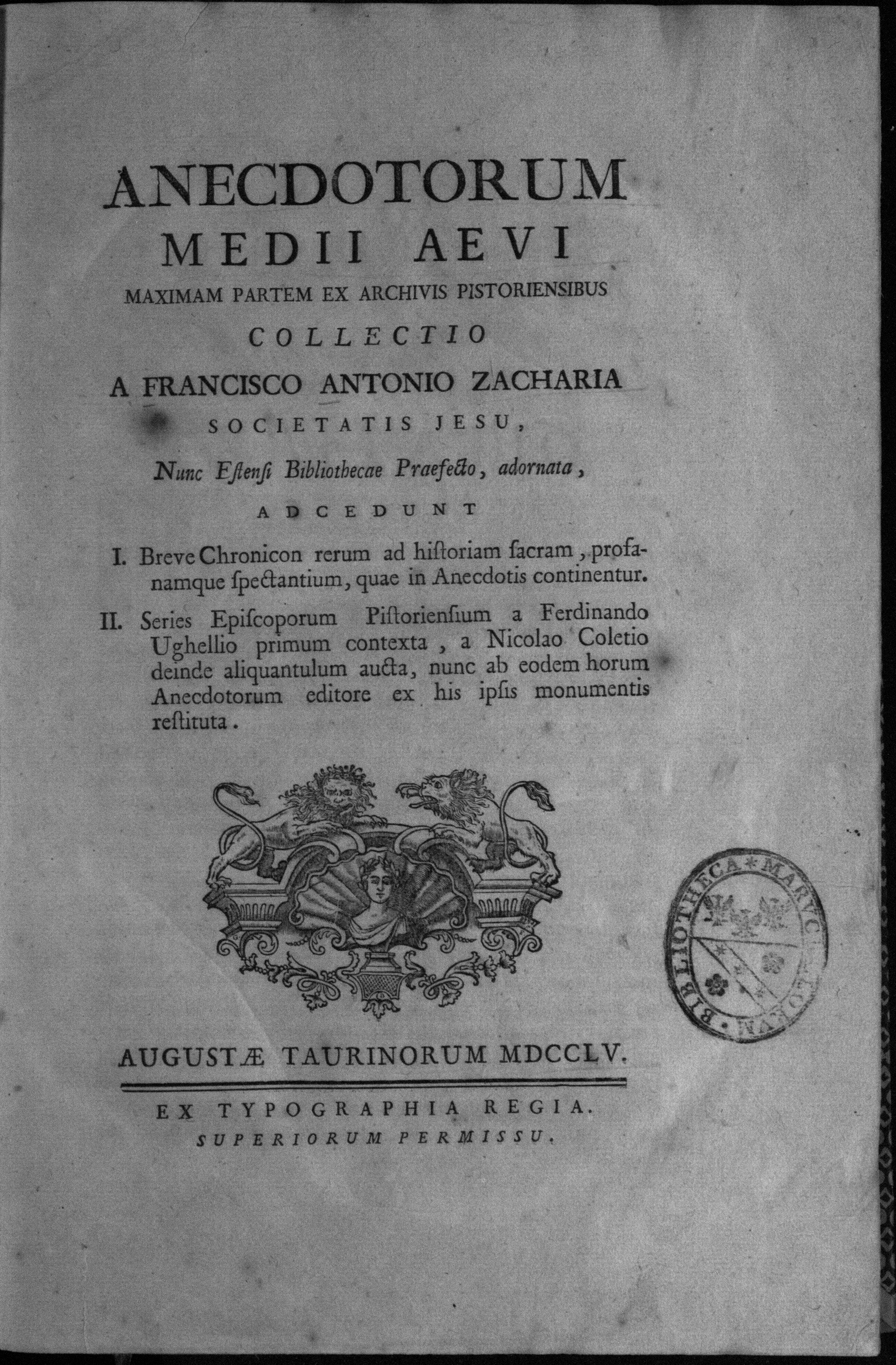
Anecdotorum Medii Aevi

Francesco Antonio Zaccaria (* 27. März 1714 in Venedig; † 10. Oktober 1795 in Rom) war ein italienischer Jesuit, Theologe, Kirchenhistoriker, Literarhistoriker und Romanist.

## Leben und Werk
Francesco Antonio Zaccaria trat 1731 in den Jesuitenorden ein. Er lehrte in Gorizia, wurde 1740 in Rom zum Priester geweiht und amtierte in Ancona, Fermo und Pistoia. 1751 übernahm er die Nachfolge von Ludovico Antonio Muratori als Leiter der Bibliothek des Hauses Este in Modena. 1768 ging er an die Jesuitenbibliothek in Rom. Von Pius VI. wurde er zum Professor für Kirchengeschichte an der Universität La Sapienza und an der Accademia dei Nobili Ecclesiastici (Päpstliche Diplomatenakademie) berufen. Er gehörte mehreren italienischen Akademien an.
Neben theologischen, kirchenhistorischen, archäologischen und polemischen Schriften publizierte Zaccaria literarhistorische Arbeiten, insbesondere eine Ausgabe von Dantes Divina Comedia (Verona 1749). Er war Mitherausgeber der einflussreichen Zeitschrift Storia letteraria d’Italia, die von 1750 bis 1759 erschien.

## Schriften
- Dissertazioni varie Italiane a storia ecclesiastica appartenenti, 2 Bände, 366 und 360 S., Stamperia Salomoni, Rom 1780.